# 謝增 (道光進士)
謝增，字普齋，號夢漁，江蘇儀徵縣（今江蘇省儀徵市）人，清朝政治人物、探花。

## 生平
道光三十年，登進士一甲第三名探花，授翰林院編修。咸豐元年，任順天鄉試同考官。咸豐六年，任江西道監察御史，后任會試同考官。咸豐八年，任順天鄉試外簾監試御史。咸豐十一年，任吏科給事中，再任順天鄉試同考官。同治六年，任查倉給事中。同治十年，任兵科掌印給事中。后改任戶科掌印給事中。